# Reithrodontomys raviventris
Il topo campagnolo americano (Reithrodontomys raviventris Dixon, 1908) è un roditore miomorfo della famiglia Cricetidae, endemico della California.

## Descrizione
Lungo 7 cm di aspetto simile a quello del topo domestico, il topo campagnolo americano ha grosse orecchie e una coda lunga 4,5-11,5 cm sottile ricoperta di scaglie e di folto pelo. Ha una pelliccia di colore bruno scuro sul dorso e rosato sul ventre.

## Biologia
È particolarmente attivo di notte. In estate costruisce un robusto nido di foglie in un cespuglio o nel sottobosco e si nutre di semi, germogli e insetti. In inverno si trasferisce in una galleria o in una tana precedentemente scavata e poi abbandonata da un altro roditore. Ha molti predatori come falchi, serpenti, gufi e anche gatti domestici a causa dell'insediamento dell'uomo nel suo habitat.

## Distribuzione e habitat
Il suo areale è molto ristretto, vive nei terreni paludosi della baia di San Francisco.
Vi sono due sottospecie distinte. La sottospecie settentrionale (Reithrodontomys raviventris halicoetes) è di colore più chiaro e abita le paludi del nord della baia di San Francisco, mentre la sottospecie meridionale (Reithrodontomys raviventris raviventris) vive nella parte sud-orientale della baia.

## Conservazione
La IUCN Red List classifica Reithrodontomys raviventris come specie in pericolo di estinzione (endangered) a causa dell'areale molto ristretto e in continua invasione da parte dell'uomo.